# Tenebrionoidea
De Tenebrionoidea zijn een superfamilie van kevers uit de infraorde Cucujiformia.

## Taxonomie
De superfamilie is als volgt onderverdeeld:
- Familie Mycetophagidae Leach, 1815
  - Onderfamilie Esarcinae Reitter, 1882
  - Onderfamilie Mycetophaginae Leach, 1815
    - Tribus Mycetophagini Leach, 1815
    - Tribus Typhaeini Thomson, 1863

  - Onderfamilie Bergininae Leng, 1920
- Familie Archeocrypticidae Kaszab, 1964
- Familie Pterogeniidae Crowson, 1953
- Familie Ciidae Leach, 1819 (Houtzwamkevers)
  - Onderfamilie Sphindociinae Lawrence, 1974
  - Onderfamilie Ciinae Leach, 1819
    - Tribus Ciini Leach, 1819
    - Tribus Orophiini Thomson, 1863
    - Tribus Xylographellini Kawanabe & Miyatake, 1996
      - Subtribus Syncosmetina Lopes-Andrade, 2008
      - Subtribus Xylographellina Kawanabe & Miyatake, 1996
- Familie Tetratomidae Billberg, 1820 (Winterkevers)
  - Onderfamilie Tetratominae Billberg, 1820
  - Onderfamilie Piseninae Miyatake, 1960
  - Onderfamilie Penthinae Lacordaire, 1859
  - Onderfamilie Hallomeninae Gistel, 1848
  - Onderfamilie Eustrophinae Gistel, 1848
    - Tribus Eustrophini Gistel, 1848
    - Tribus Holostrophini Nikitskiy, 1998
- Familie Melandryidae Leach, 1815 (Zwamspartelkeverss)
  - Onderfamilie Melandryinae Leach, 1815
    - Tribus Anisoxiellini Nikitskiy, 2007
    - Tribus Dircaeini Kirby, 1837
    - Tribus Hypulini Gistel, 1848
    - Tribus Melandryini Leach, 1815
    - Tribus Orchesiini Mulsant, 1856
    - Tribus Serropalpini Latreille, 1829
    - Tribus Xylitini Thomson, 1864
    - Tribus Zilorini Desbrochers des Loges, 1900

  - Onderfamilie Osphyinae Mulsant, 1856 (1839)
- Familie Mordellidae Latreille, 1802[1] (Spartelkevers)
  - Onderfamilie Ctenidiinae Franciscolo, 1951
  - Onderfamilie Mordellinae Latreille, 1802[1]
    - Tribus Conaliini Ermisch, 1956
    - Tribus Mordellini Latreille, 1802[1]
    - Tribus Mordellistenini Ermisch, 1941
    - Tribus Reynoldsiellini Franciscolo, 1957
    - Tribus Stenaliini Franciscolo, 1955
- Familie Ripiphoridae Gemminger, 1870 (1855) (Waaierkevers)
  - Onderfamilie Ptilophorinae Gerstaecker, 1855
  - Onderfamilie Pelecotominae Seidlitz, 1875
  - Onderfamilie Hemirhipidiinae Heller, 1921
  - Onderfamilie Ripidiinae Gerstaecker, 1855
    - Tribus Eorhipidiini Iablokoff-Khnzorian, 1986
    - Tribus Ripidiini Gerstaecker, 1855

  - Onderfamilie Ripiphorinae Gemminger, 1870 (1855)
    - Tribus Macrosiagonini Heyden, 1908
    - Tribus Ripiphorini Gemminger, 1870 (1855)
- Familie Zopheridae Solier, 1834 (Somberkevers)
  - Onderfamilie Colydiinae Billberg, 1820
    - Tribus Acropini Sharp, 1894
    - Tribus Adimerini Sharp, 1894
    - Tribus Colydiini Billberg, 1820
    - Tribus Gempylodini Sharp, 1893
    - Tribus Nematidiini Horn, 1878
    - Tribus Orthocerini Blanchard, 1845
    - Tribus Rhagoderini Horn, 1878
    - Tribus Rhopalocerini Reitter, 1911
    - Tribus Synchitini Erichson, 1845

  - Onderfamilie Zopherinae Solier, 1834
    - Tribus Latometini Ślipiński & Lawrence, 1999
    - Tribus Monommatini Blanchard, 1845
    - Tribus Phellopsini Ślipiński & Lawrence, 1999
    - Tribus Pycnomerini Erichson, 1845
    - Tribus Usechini Horn, 1867
    - Tribus Zopherini Solier, 1834
- Familie Ulodidae Pascoe, 1869
- Familie Promecheilidae Lacordaire, 1859
- Familie Chalcodryidae Watt, 1974
- Familie Trachelostenidae Lacordaire, 1859
- Familie Tenebrionidae Latreille, 1802[1] (Zwartlijven)
  - Onderfamilie Zolodininae Watt, 1975
  - Onderfamilie Lagriinae Latreille, 1825 (1820)
    - Tribus Adeliini Kirby, 1828
    - Tribus Belopini Reitter, 1917
    - Tribus Chaerodini Doyen, Matthews & Lawrence, 1990
    - Tribus Cossyphini Latreille, 1802[1]
    - Tribus Goniaderini Lacordaire, 1859
    - Tribus Laenini Seidlitz, 1895
    - Tribus Lagriini Latreille, 1825 (1820)
      - Subtribus Lagriina Latreille, 1825 (1820)
      - Subtribus Statirina Blanchard, 1845

    - Tribus Lupropini Ardoin, 1958
    - Tribus Pycnocerini Lacordaire, 1859, nomen protectum

  - Onderfamilie Nilioninae Oken, 1843
  - Onderfamilie Phrenapatinae Solier, 1834
    - Tribus Archaeoglenini Watt, 1975
    - Tribus Penetini Lacordaire, 1859
    - Tribus Phrenapatini Solier, 1834

  - Onderfamilie Pimeliinae Latreille, 1802[1]
    - Tribus Adelostomini Solier, 1834
    - Tribus Adesmiini Lacordaire, 1859, nomen protectum
    - Tribus Akidini Billberg, 1820
    - Tribus Anepsiini LeConte, 1862
    - Tribus Asidini Fleming, 1821
    - Tribus Boromorphini Skopin, 1978
    - Tribus Branchini LeConte, 1862
    - Tribus Caenocrypticini Koch, 1958
    - Tribus Ceratanisini Gebien, 1937
    - Tribus Cnemeplatiini Jacquelin du Val, 1861
      - Subtribus Actizetina Watt, 1992
      - Subtribus Cnemeplatiina Jacquelin du Val, 1861
      - Subtribus Rondoniellina Ferrer & Moragues, 2000
      - Subtribus Thorictosomatina Watt, 1992

    - Tribus Cnemodinini Gebien, 1910
    - Tribus Coniontini Waterhouse, 1858
    - Tribus Cossyphodini Wasmann, 1899
      - Subtribus Cossyphodina Wasmann, 1899
      - Subtribus Cossyphoditina Basilewsky, 1950
      - Subtribus Esemephina Steiner, 1980
      - Subtribus Paramellonina Andreae, 1961

    - Tribus Cryptochilini Solier, 1841
      - Subtribus Calognathina Lacordaire, 1859
      - Subtribus Cryptochilina Solier, 1841
      - Subtribus Homebiina Endrödy-Younga, 1989
      - Subtribus Horatomina Koch, 1955
      - Subtribus Vansoniina Koch, 1955

    - Tribus Cryptoglossini LeConte, 1862, nomen protectum
    - Tribus Edrotini Lacordaire, 1859
    - Tribus Elenophorini Solier, 1837
    - Tribus Epitragini Blanchard, 1845, nomen protectum
    - Tribus Erodiini Billberg, 1820, nomen protectum
    - Tribus Evaniosomini Lacordaire, 1859
    - Tribus Falsomycterini Gebien, 1910
    - Tribus Idisiini Medvedev, 1973
    - Tribus Klewariini Gebien, 1910
    - Tribus Kuhitangiini Medvedev, 1962
    - Tribus Lachnogyini Seidlitz, 1894
      - Subtribus Lachnodactylina Reitter, 1904
      - Subtribus Lachnogyina Seidlitz, 1894
      - Subtribus Netuschiliina Ferrer & Yvinec, 2004

    - Tribus Leptodini Lacordaire, 1859
    - Tribus Nycteliini Solier, 1834
    - Tribus Nyctoporini Lacordaire, 1859
    - Tribus Phrynocarenini Gebien, 1928
    - Tribus Physogasterini Lacordaire, 1859
    - Tribus Pimeliini Latreille, 1802[1]
    - Tribus Praociini Eschscholtz, 1829
    - Tribus Sepidiini Eschscholtz, 1829
      - Subtribus Hypomelina Koch, 1955
      - Subtribus Molurina Solier, 1834
      - Subtribus Oxurina Koch, 1955
      - Subtribus Phanerotomeina Koch, 1958
      - Subtribus Sepidiina Eschscholtz, 1829
      - Subtribus Trachynotina Koch, 1955

    - Tribus Stenosini Schaum, 1859 (1834)
    - Tribus Tentyriini Eschscholtz, 1831
    - Tribus Thinobatini Lacordaire, 1859
    - Tribus Trilobocarini Lacordaire, 1859
    - Tribus Vacronini Gebien, 1910
    - Tribus Zophosini Solier, 1834

  - Onderfamilie Tenebrioninae Latreille, 1802[1]
    - Tribus Acropteronini Doyen, 1989
    - Tribus Alphitobiini Reitter, 1917
    - Tribus Amarygmini Gistel, 1848
    - Tribus Amphidorini LeConte, 1862
    - Tribus Apocryphini Lacordaire, 1859
    - Tribus Blaptini Leach, 1815
      - Subtribus Blaptina Leach, 1815
      - Subtribus Gnaptorina Medvedev, 2001
      - Subtribus Gnaptorinina Medvedev, 2001
      - Subtribus Prosodina Skopin, 1960
      - Subtribus Remipedellina Semenov, 1907

    - Tribus Bolitophagini Kirby, 1837, nomen protectum
    - Tribus Centronopini Doyen, 1989
    - Tribus Cerenopini Horn, 1870
    - Tribus Dissonomini Medvedev, 1968
    - Tribus Eulabini Horn, 1870
    - Tribus Falsocossyphini Ferrer, 2006
    - Tribus Heleini Fleming, 1821
      - Subtribus Asphalina Matthews & Lawrence, 2005
      - Subtribus Cyphaleina Lacordaire, 1859
      - Subtribus Heleina Fleming, 1821

    - Tribus Helopini Latreille, 1802[1]
      - Subtribus Helopina Latreille, 1802[1]
      - Subtribus Cylindrinotina Español, 1956

    - Tribus Helopinini Lacordaire, 1859
      - Subtribus Aptilina Koch, 1958
      - Subtribus Helopinina Lacordaire, 1859
      - Subtribus Micrantereina Reitter, 1917
      - Subtribus Oncosomina Koch, 1958

    - Tribus Melanimonini Seidlitz, 1894 (1854)
    - Tribus Opatrini Brullé, 1832
      - Subtribus Heterocheirina Koch, 1956
      - Subtribus Heterotarsina Blanchard, 1845
      - Subtribus Opatrina Brullé, 1832
      - Subtribus Neopachypterina Bouchard, Löbl & Merkl, 2007

    - Tribus Palorini Matthews, 2003
    - Tribus Pedinini Eschscholtz, 1829
      - Subtribus Dendarina Mulsant & Rey, 1854
      - Subtribus Eurynotina Mulsant & Rey, 1854
      - Subtribus Leichenina Mulsant, 1854
      - Subtribus Loensina Koch, 1956
      - Subtribus Melambiina Mulsant & Rey, 1854
      - Subtribus Pedinina Eschscholtz, 1829
      - Subtribus Platynotina Mulsant & Rey, 1853
      - Subtribus Pythiopina Koch, 1953

    - Tribus Platyscelidini Lacordaire, 1859
    - Tribus Praeugenini De Moor, 1970
    - Tribus Rhysopaussini Wasmann, 1896
    - Tribus Scaurini Billberg, 1820
    - Tribus Scotobiini Solier, 1838
    - Tribus Tenebrionini Latreille, 1802[1]
    - Tribus Titaenini Fauvel, 1905
    - Tribus Toxicini Oken, 1843
      - Subtribus Eudysantina Bouchard, Lawrence, Davies & Newton, 2005
      - Subtribus Nycteropina Lacordaire, 1859
      - Subtribus Toxicina Oken, 1843

    - Tribus Triboliini Gistel, 1848
    - Tribus Ulomini Blanchard, 1845

  - Onderfamilie Alleculinae Laporte, 1840
    - Tribus Alleculini Laporte, 1840
      - Subtribus Alleculina Laporte, 1840
      - Subtribus Gonoderina Seidlitz, 1896
      - Subtribus Mycetocharina Gistel, 1848
      - Subtribus Xystropodina Solier, 1835

    - Tribus Cteniopodini Solier, 1835

  - Onderfamilie Diaperinae Latreille, 1802[1]
    - Tribus Crypticini Brullé, 1832
    - Tribus Diaperini Latreille, 1802[1]
      - Subtribus Adelinina LeConte, 1862
      - Subtribus Diaperina Latreille, 1802[1]

    - Tribus Ectychini Doyen, Matthews & Lawrence, 1990
    - Tribus Gnathidiini Gebien, 1921
      - Subtribus Anopidiina Jeannel & Paulian, 1945
      - Subtribus Gnathidiina Gebien, 1921

    - Tribus Hyociini Medvedev & Lawrence, 1982
      - Subtribus Brittonina Medvedev & Lawrence, 1986
      - Subtribus Hyociina Medvedev & Lawrence, 1982
      - Subtribus Uptonina Medvedev & Lawrence, 1986

    - Tribus Hypophlaeini Billberg, 1820
    - Tribus Leiochrinini Lewis, 1894
    - Tribus Myrmechixenini Jacquelin du Val, 1858
    - Tribus Phaleriini Blanchard, 1845
    - Tribus Scaphidemini Reitter, 1922
    - Tribus Trachyscelini Blanchard, 1845

  - Onderfamilie Stenochiinae Kirby, 1837
    - Tribus Cnodalonini Oken, 1843
    - Tribus Stenochiini Kirby, 1837
    - Tribus Talanini Champion, 1887 (1883)
- Familie Prostomidae Thomson, 1859
- Familie Synchroidae Lacordaire, 1859
- Familie Stenotrachelidae Thomson, 1859
  - Onderfamilie Stenotrachelinae Thomson, 1859
  - Onderfamilie Cephaloinae LeConte, 1862
  - Onderfamilie Nematoplinae LeConte, 1862
  - Onderfamilie Stoliinae Nikitskiy, 1985
- Familie Oedemeridae Latreille, 1810 (Schijnboktorren)
  - Onderfamilie Polypriinae Lawrence, 2005
  - Onderfamilie Calopodinae Costa, 1852, nomen protectum
  - Onderfamilie Oedemerinae Latreille, 1810
    - Tribus Asclerini Gistel, 1848
    - Tribus Ditylini Mulsant, 1858
    - Tribus Nacerdini Mulsant, 1858
    - Tribus Oedemerini Latreille, 1810
    - Tribus Stenostomatini Mulsant, 1858
- Familie Meloidae Gyllenhaal, 1810 (Oliekevers)
  - Onderfamilie Eleticinae Wellman, 1910
    - Tribus Derideini Wellman, 1910
    - Tribus Eleticini Wellman, 1910
      - Subtribus Eleticina Wellman, 1910
      - Subtribus Eospastina Selander, 1966

    - Tribus Ertlianini Selander, 1966
    - Tribus Spasticini Kaszab, 1959
      - Subtribus Anthicoxenina Selander, 1966
      - Subtribus Protomeloina Abdullah, 1965
      - Subtribus Spasticina Kaszab, 1959
      - Subtribus Xenospastina Selander, 1966

  - Onderfamilie Meloinae Gyllenhaal, 1810
    - Tribus Cerocomini Leach, 1815
    - Tribus Epicautini Parker & Böving, 1924
    - Tribus Eupomphini LeConte, 1862
    - Tribus Lyttini Solier, 1851
    - Tribus Meloini Gyllenhaal, 1810
    - Tribus Mylabrini Rafinesque, 1815
    - Tribus Pyrotini MacSwain, 1956

  - Onderfamilie Tetraonycinae Böving & Craighead, 1931
  - Onderfamilie Nemognathinae Laporte, 1840
    - Tribus Horiini Latreille, 1802[1]
    - Tribus Nemognathini Laporte, 1840
      - Subtribus Nemognathina Laporte, 1840
      - Subtribus Zonitidina Mulsant, 1857
      - Subtribus Sitarina Mulsant, 1857

    - Tribus Stenoderini Selander, 1991
- Familie Mycteridae Oken, 1843
  - Onderfamilie Mycterinae Oken, 1843
  - Onderfamilie Eurypinae Thomson, 1860
  - Onderfamilie Hemipeplinae Lacordaire, 1854
- Familie Boridae Thomson, 1859
  - Onderfamilie Borinae Thomson, 1859
  - Onderfamilie Synercticinae Lawrence & Pollock, 1994
- Familie Trictenotomidae Blanchard, 1845
- Familie Pythidae Solier, 1834 (Blauwe schorskevers)
- Familie Pyrochroidae Latreille, 1806 (Vuurkevers)
  - Onderfamilie Tydessinae Nikitskiy, 1986
  - Onderfamilie Pilipalpinae Abdullah, 1964
  - Onderfamilie Pedilinae Lacordaire, 1859
  - Onderfamilie Pyrochroinae Latreille, 1806
  - Onderfamilie Agnathinae Lacordaire, 1859
- Familie Salpingidae Leach, 1815 (Platsnuitschorskevers)
  - Onderfamilie Othniinae LeConte, 1861
  - Onderfamilie Prostominiinae Grouvelle, 1914
  - Onderfamilie Agleninae Horn, 1878
  - Onderfamilie Inopeplinae Grouvelle, 1908
  - Onderfamilie Dacoderinae LeConte, 1862
  - Onderfamilie Aegialitinae LeConte, 1862
  - Onderfamilie Salpinginae Leach, 1815
- Familie Anthicidae Latreille, 1819 (Snoerhalskevers)
  - Onderfamilie Eurygeniinae LeConte, 1862
    - Tribus Eurygeniini LeConte, 1862
    - Tribus Ictistygnini Borchmann, 1936
    - Tribus Mitraelabrini Abdullah, 1969

  - Onderfamilie Macratriinae LeConte, 1862
    - Tribus Macratriini LeConte, 1862
    - Tribus Camelomorphini Kirejtshuk & Azar, 2008  †

  - Onderfamilie Steropinae Jacquelin du Val, 1863
  - Onderfamilie Copobaeninae Abdullah, 1969
  - Onderfamilie Lemodinae Lawrence & Britton, 1991
  - Onderfamilie Tomoderinae Bonadona, 1961
  - Onderfamilie Anthicinae Latreille, 1819
    - Tribus Anthicini Latreille, 1819
    - Tribus Endomiini Kaszab, 1956
    - Tribus Formicomini Bonadona, 1974
    - Tribus Microhoriini Bonadona, 1974

  - Onderfamilie Notoxinae Stephens, 1829
- Familie Aderidae Csiki, 1909 (Schijnsnoerhalskevers)
  - Tribus Aderini Csiki, 1909
    - Subtribus Aderina Csiki, 1909
    - Subtribus Cnopina Báguena Corella, 1948
    - Subtribus Gompeliina Bouchard, 2011
    - Subtribus Syzetoninina Báguena Corella, 1948

  - Tribus Emelinini Báguena Corella, 1948
  - Tribus Euglenesini Seidlitz, 1875
    - Subtribus Euglenesina Seidlitz, 1875
    - Subtribus Pseudolotelina Báguena Corella, 1948

  - Tribus Phytobaenini Báguena Corella, 1948
- Familie Scraptiidae Gistel, 1848 (Bloemspartelkevers)
  - Onderfamilie Scraptiinae Gistel, 1848
    - Tribus Allopodini Franciscolo, 1964
    - Tribus Scraptiini Gistel, 1848

  - Onderfamilie Anaspidinae Mulsant, 1856
    - Tribus Anaspidini Mulsant, 1856
    - Tribus Anaspimordini Franciscolo, 1954
    - Tribus Menuthianaspidini Franciscolo, 1972
    - Tribus Pentariini Franciscolo, 1954

  - Onderfamilie Lagrioidinae Abdullah & Abdullah, 1968
  - Onderfamilie Afreminae Levey, 1985
  - Onderfamilie Ischaliinae Blair, 1920